# Microkayla kempffi
Microkayla kempffi é uma espécie de anfíbio  da família Craugastoridae que é endémica de Bolívia. Os seus habitats naturais são: regiões subtropicais ou tropicais húmidas de alta altitude. Está ameaçada por perda de habitat.